# Vadim Rață
Vadim Rață, né le 5 mai 1993 à Chișinău, est un footballeur international moldave, qui joue au poste de milieu de terrain au FC Argeș Pitești.

## Biographie

### En club
Vadim Rață est formé au Dacia Buiucani puis au Sheriff Tiraspol.
Il commence sa carrière professionnelle au Sheriff Tiraspol, puis est prêté au FC Tiraspol, au Zaria Bălți et au Speranța Nisporeni. En 2016, il rejoint définitivement le Zaria Bălți puis quitte le club en 2018 pour rallier le Milsami Orhei.
En 2019, il part pour la Roumanie et le Chindia Târgoviște. En 2021, il rejoint le FC Voluntari.
En août 2022, Rață s'engage en faveur du FCSB. Mais après seulement quelques semaines, il fait son retour au FC Voluntari.

### En sélection
Vadim Rață honore sa première sélection en équipe de Moldavie le 14 février 2015 en amical contre la Roumanie.
Le 14 novembre 2019, il inscrit son premier but international en ouvrant le score contre au Stade de France contre les champions du monde en titre français. La Moldavie s'incline finalement 2-1 dans le cadre des qualifications à l'Euro 2020.
Il marque son second but le 10 septembre 2023 sur la pelouse des îles Féroé.